# 浄光院 (加藤清正側室)
浄光院（じょうこういん、正字：淨光院、? - 寛永2年6月24日（1625年7月28日））は、安土桃山時代から江戸時代初期にかけての女性。加藤清正の側室。清正の長女・あま姫（本淨院）の生母。竹之丸殿と称された。

## 生涯
中世に肥後国守護職を務めるなど、九州では名高い菊池氏の一族・赤星親武（太郎兵衛）の娘に生まれた。赤星家は豊臣秀吉の九州統一により没落したが、父・親武は肥後の新領主となった加藤清正に仕え、加藤十六将の一人とまで名を挙げた。兄に赤星道重がいる。
娘・あま姫は榊原康勝と結婚するが、康勝が若死にしたため加藤家江戸屋敷に戻り、やがて阿部政澄に再嫁した。浄光院は晩年には生母としてあま姫と江戸で過ごしたと推測される。そのため、墓は池上本門寺の阿部家墓地にある。